# César Taján
César Taján Jiménez (Cartagena, Colombia; 21 de junio de 1991) es un futbolista colombiano que juega como delantero en Uruguay Montevideo de la Segunda División Profesional de Uruguay.

## Estadísticas
| Club                      | Temporada     | Liga  | Liga  | Copas nacionales | Copas nacionales | Copas internacionales | Copas internacionales | Total | Total | Media goleadora |
| Club                      | Temporada     | Part. | Goles | Part.            | Goles            | Part.                 | Goles                 | Part. | Goles | Media goleadora |
| ------------------------- | ------------- | ----- | ----- | ---------------- | ---------------- | --------------------- | --------------------- | ----- | ----- | --------------- |
| Once Caldas · Colombia    | 2011          | 0     | 0     | 7                | 2                | -                     | -                     | 7     | 2     | 0,28            |
| Once Caldas · Colombia    | 2012          | 1     | 0     | 2                | 1                | -                     | -                     | 3     | 1     | 0,33            |
| Once Caldas · Colombia    | Total club    | 1     | 0     | 9                | 3                | 0                     | 0                     | 10    | 3     | 0,30            |
| Real Cartagena · Colombia | 2013          | 1     | 0     | 0                | 0                | -                     | -                     | 1     | 0     | 0,00            |
| Real Cartagena · Colombia | Total club    | 1     | 0     | 0                | 0                | 0                     | 0                     | 1     | 0     | 0,0             |
| Central Español · Uruguay | 2014-15       | 10    | 1     | 0                | 0                | -                     | -                     | 10    | 1     | 0,1             |
| Central Español · Uruguay | 2015-16       | 6     | 1     | 0                | 0                | -                     | -                     | 6     | 1     | 0,16            |
| Central Español · Uruguay | Total club    | 16    | 2     | 0                | 0                | 0                     | 0                     | 16    | 2     | 0,12            |
| River Plate · Uruguay     | 2015-16       | 12    | 1     | -                | -                | 5                     | 1                     | 17    | 2     | 0,11            |
| River Plate · Uruguay     | 2016          | 3     | 0     | -                | -                | -                     | -                     | 3     | 0     | 0,00            |
| River Plate · Uruguay     | 2017          | 3     | 0     | 0                | 0                | -                     | -                     | 3     | 0     | 0,00            |
| River Plate · Uruguay     | Total club    | 18    | 1     | 0                | 0                | 5                     | 1                     | 23    | 2     | 0,20            |
| CA Fenix · Uruguay        | 2018          | 6     | 0     | 0                | 0                | -                     | -                     | 6     | 0     | 0,00            |
| CA Fenix · Uruguay        | Total         | 6     | 0     | 0                | 0                | 0                     | 0                     | 6     | 0     | 0,0             |
| Total carrera             | Total carrera | 42    | 3     | 9                | 3                | 5                     | 1                     | 56    | 7     | 0,14            |

## Palmarés

### Títulos nacionales
| Título                      | Club   | País    | Año  |
| --------------------------- | ------ | ------- | ---- |
| Segunda División de Uruguay | Albion | Uruguay | 2021 |